# 야타촌 (나라현)
야타촌(矢田村)은 나라현 이코마군에 속해있던 촌이다. 현재의 야마토코리야마시 북서부에 해당한다.

## 역사
- 1889년 4월 1일 - 정촌제 시행에 의해 소에지모군 야타촌이 성립하였다.
- 1897년 4월 1일 - 이코마군으로 변경되었다.
- 1953년 12월 10일 - 고리야마정에 편입해, 소멸하였다